# Jiří Brabenec
Jiří Brabenec (* 25. Mai 1911 in Nymburk; † 19. Juni 1983 in Prag) war ein tschechischer Journalist und Schriftsteller. Er schrieb auch unter den Pseudonymen Eric Kraft und Jiří Zdeněk.

## Leben
Nach einem Studium an der Ingenieurschule in Kladno im Jahre 1931 studierte er zwei Jahre Publizistik an der Freien Schule für politische Studien in Prag. Er arbeitete u. a. als Seemann, Jawa-Testfahrer und Technischer Redakteur. Nach dem Zweiten Weltkrieg war er von 1945 bis 1951 Redakteur der Tageszeitung „Mladá fronta“ und danach bis zu seiner Pensionierung 1971 bei der Tageszeitung „Lidová demokracie“. 1961 unternahm er eine Reise in den Nahen Osten und durchquerte die Sinai-Wüste auf dem Motorrad.
Als Autor debütierte er im Jahr 1943. Er schrieb Gegenwartsromane, Detektivgeschichten, Historische Romane, journalistische Bücher und fünf Science-Fiction-Romane, drei davon in Zusammenarbeit mit Zdeněk Veselý.

## Werke
- Gemeinsam mit Zdeněk Veselý: Dobrodružství v eridanu, Prag 1961, Deutsch: Gestrandet bei der Sonne Epsilon, Übersetzung von Josef Ulrich, Das Neue Berlin 1965.